# Кубок Латвії з футболу 2023
Кубок Латвії з футболу 2023 — 29-й розіграш кубкового футбольного турніру в Латвії. Титул вдруге здобула Рига.

## Календар
| Раунд            | Дата              | Матчі | Клуби   |
| ---------------- | ----------------- | ----- | ------- |
| Попередній раунд | 12–14 травня 2023 | 5     | 53 → 48 |
| Перший раунд     | 26–29 травня 2023 | 14    | 48 → 34 |
| Другий раунд     | 9–12 червня 2023  | 12    | 34 → 22 |
| Третій раунд     | 21–23 червня 2023 | 6     | 22 → 16 |
| 1/8 фіналу       | 15–16 липня 2023  | 8     | 16 → 8  |
| 1/4 фіналу       | 20–21 серпня 2023 | 4     | 8 → 4   |
| 1/2 фіналу       | 20 вересня 2023   | 2     | 4 → 2   |
| Фінал            | 25 жовтня 2023    | 1     | 2 → 1   |

## 1/8 фіналу
| Команда 1     | Рахунок      | Команда 2          |
| ------------- | ------------ | ------------------ |
| 15 липня 2023 |              |                    |
| Єкабрілс (3)  | 0:6          | Албертс (Рига) (2) |
| Марупе (3)    | 0:1          | Бейтар (Рига) (2)  |
| Валміера      | 2:0          | Супер Нова         |
| Олайне (2)    | 1:3          | Тукумс 2000        |
| 16 липня 2023 |              |                    |
| Бетсейф (3)   | 0:5          | Рига               |
| Даугавпілс    | 1:4 дч       | Ауда               |
| ФШ Єлгава     | 0:3          | РФШ                |
| МЕТТА         | 2:2 пен. 3:4 | Лієпая             |

## 1/4 фіналу
| Команда 1      | Рахунок | Команда 2          |
| -------------- | ------- | ------------------ |
| 20 серпня 2023 |         |                    |
| РФШ            | 4:1     | Албертс (Рига) (2) |
| Лієпая         | 7:0     | Бейтар (Рига) (2)  |
| 21 серпня 2023 |         |                    |
| Валміера       | 0:1     | Тукумс 2000        |
| Ауда           | 0:4     | Рига               |

## 1/2 фіналу
| Команда 1       | Рахунок | Команда 2 |
| --------------- | ------- | --------- |
| 20 вересня 2023 |         |           |
| Тукумс 2000     | 1:3     | РФШ       |
| Рига            | 2:1     | Лієпая    |

## Фінал
| 25 жовтня 2023 20:00 (EEST) |

| Рига        | 1:1      | РФШ                   |
| ----------- | -------- | --------------------- |
| Ауреліо 43' | Протокол | Ікаунєкс 90+4' (пен.) |

| Сконто, Рига Глядачів: 6 747 Арбітр: Віталіус Спасіонніковс |

|                                                   |     | Пенальті                           |  |
| Нгом · Музінга · Дашкевичс · Босанчич · Контрерас | 5:3 | Ікаунєкс · Зюзінс · Мареш · Лемаїч |  |